# Рунасти пух
Рунасти пух (лат. Dryomys laniger) је врста глодара из породице пухова (Gliridae). 

## Распрострањење
Ареал врсте је ограничен на једну државу. Турска је једино познато природно станиште врсте.

## Станиште
Станиште врсте су планине. 

## Угроженост
Подаци о распрострањености ове врсте су недовољни.